# 松本礼二 (社会運動家)
松本 礼二 （まつもと れいじ、本名：高橋 良彦（たかはし よしひこ）、1929年（昭和4年）6月15日 - 1986年（昭和61年）12月26日）は、昭和後期の日本の新左翼活動家、元・共産主義者同盟（第2次ブント）議長。

## 生涯
現在の東京都港区出身。
1946年（昭和21年）逓信省に入省。
1952年（昭和27年）日本共産党に入党し、全国電気通信労働組合の活動を行うが、60年安保闘争で共産党の方針に反対して離党（除名）。共産主義者同盟（第1次ブント）に参加した。
1966年（昭和41年）第2次ブント結成の際には議長となる。1967年（昭和42年）2月2日、明大紛争で大学当局とのストライキ集結の協定締結に関与し、ブントの分裂を招く。第2次羽田闘争を主導した。
成田空港管制塔占拠事件後に右翼の四元義隆と共に三里塚芝山連合空港反対同盟幹部と政府の交渉を画策した（成田空港問題）。
1986年（昭和61年）12月26日死去。享年57。

## 著書
- 高橋良彦遺稿追悼集編集委員会 編『一大衆政治家の軌跡』彩流社、1988年。ISBN 978-4882021247。（遺稿集）